# 池 (ライフゲーム)
池（いけ、pond）は、ライフゲームにおける固定物体である。出現率はブロックの5.6%程度である。比較的よくできる単独の固定物体の大きさの上限の大きさで、これ以上大きな固定物体はかなり生成率が低い（ちなみに次はタブで出現率はブロックの1.6%）。

## 生成

### グライダーによる生成
グライダー2機による生成

## 関連する物体
タブ・蜂の巣・パンは、どれも隣に2つずつのセルを持つ生成率の高い固定物体である。
二重池は、以下の様な16セルからなる固定物体である。これが生成される確率は、池の1%程度である。
全体がループになっていて、かつ直角の部分がない固定物体を総称して「湖 (Lake) 」という。池は、最小の湖である。

## 衝突
池に対して移動物体が衝突したときの反応にはさまざまなものがある。ここでは2例を挙げる。
池にグライダーを衝突させると船ができる。
次の例は重量級宇宙船との衝突である。
最初ブロックの位置に蜂の巣ができるが、その後グライダーが飛んできてブロックと池に戻る。よって、この池とブロックの組は重量級宇宙船に対するイーターとなる。